# خانه اوپرا سلطنتی والتا
تالار اپرا سلطنتی، همچنین شناخته شده به عنوان تئاتر سلطنتی (مالتی: It-Teatru Rjal، ایتالیایی: Teatro Reale)، یک تالار اپرا و هنر نمایی واقع شده در والتا، مالت بود. تالار توسط معمار انگلیسی، ادوارد میدلتون بری در سال ۱۸۸۶ میلادی ساخته‌شد. در سال ۱۸۷۳ میلادی درون آن توسط آتش‌سوزی کمی ویران گشت اما به مرور زمان در سال ۱۸۷۷ میلادی بازسازی شد. ساختمان در سال ۱۹۴۲ موقع جنگ جهانی دوم توسط بمب‌گذاری‌های هوایی ویران شد. باور بر این است که این ساختمان یکی از زیباترین ساختمان‌های والتا بوده‌است. پس از چندین پروژه رها شده برای بازسازی، خرابه‌ها به دست معمار ایتالیایی رتنستو پیانو در سال ۲۰۱۳ بازسازی شد و باری دیگر کار خود را به عنوان مکان اجرای تئاتر آغاز کرد و مردم مالت به آن Pjazza Teatru Rjal یا میدان تئاتر سلطنتی می‌گویند.

## تاریخچه

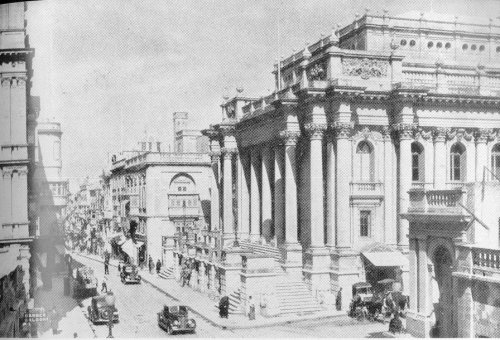
تالار اپرا در سال ۱۹۳۵ میلادی.

طراحی ساختمان به دست ادوارد میدلتون بری سپرده شده بود و طراحی تا سال ۱۸۶۱ به پایان رسید.
پس از چهار سال، تالار با گنجایش ۱۰۹۵ نفر نشسته و ۲۰۰ نفر ایستاده سرانجام آماده بازگشایی در تاریخ ۹ اکتبر ۱۸۶۶ میلادی بود.
پس از ۶ سال که از بازگشایی آن گذشته بود، در تاریخ ۲۵ مه 1873 یک آتش‌سوزی باعث پایان زودرس و موقتی آن شد. به نمایی بیرونی تالار آسیبی جدی نرسیده بود اما داخل آن آسیب به شدت زیادی خورده‌بود.
سرانجام تصمیم بر بازسازی تالار شد و پس چهار سال و نیم پس از آتش‌سوزی، در تاریخ ۱۱ اکتبر ۱۸۷۷ تالار اپرا آماده بازگشایی دوباره بود.
در بعد از ظهر سه شنبه ۷ آوریل سال ۱۹۴۲ ساختمان تالار به دست نیروی هوایی آلمان نازی به شدت ویران‌گشت.
تنها چیزی که از ساختمان تالار باقی ماند تراس و بخشی از ستون‌ها بودند.